# Veisjärv
A Veisjärv tó Észtország déli részén. A Sakala-dombságon, Viljandi megye VIljandi községében, Veisjärve falu mellett fekszik. Vízfelülete 480,7 ha, ezzel Észtország 7. legnagyobb tava. Legnagyobb kiterjedése észak-déli irányban 3,45 km. Átlagos vízmélysége 1,3 m, legnagyobb mélysége 4 m. A vízfelszín a tengerszint felett 96,5 m-es magasságban található.
A tavat a Jõksi-csatorna táplálja, amely északról torkollik a tóba. A tó vizét az Õhne-folyó a Võrtsjärvba szállítja. A tó teljes vízmennyisége egy év alatt cserélődik ki.
A tó nyugati partja mocsaras, a keleti partja száraz földfelület. A tó és az attól délre elhelyezkedő terület alkotja a 2108 ha-os Rubina természetvédelmi területet. A tótól 3 km-re nyugatra található a Sakala-dombság legmagasabb pontja, a 147 m magas Härjassaare-hegy.
A tóba számos halfaj (bodorka, dévérkeszeg, vörösszárnyú keszeg, süllő, sügér, angolna, csuka) és. A tóban élő réti csík védett halfaj.